# شقران أخضر
شقران أخضر (الاسم العلمي: Puccinia viridis) هو نوع من الفطريات يتبع جنس الشقران من الفصيلة الشقرانية.